# Estació de Castelló (la Ribera Alta)

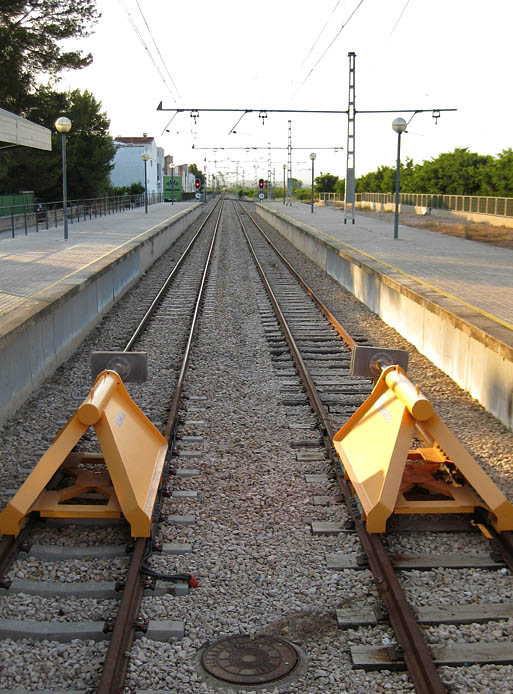
Fi de vies a Castelló

L'Estació de Castelló és una de les estacions del metro de València. Situada a Castelló, municipi de la Ribera Alta, és el terminal de la línia 1. Prové de l'antiga estació ferroviària Villanueva de Castellón.
| Procedència/Destinació | <       | Línia | >              | Procedència/Destinació |
| ---------------------- | ------- | ----- | -------------- | ---------------------- |
| Bétera                 | Alberic |       | fi de trajecte | Castelló               |

## Accessos
- Ronda del Racó de Cifre
- Carrer de Carles Carbonell